# أليس غينتل
أليس غينتل (بالإنجليزية: Alice Gentle)‏ هي مغنية ومغنية أوبرا أمريكية، ولدت في 30 يونيو 1885 في تشاتسورث في الولايات المتحدة، وتوفيت في 28 فبراير 1958 في أوكلاند في الولايات المتحدة.

## خلفية
بدأت أليس غينتل حياتها المهنية عام 1908 كعضوة في جوقة الأوبرا الخاصة بالملحن أوسكار هامرشتاين الأول والتابعة لشركة أوبرا مانهاتن (MOC). نظرًا لإعجابه بمواهب غينتل، بدأ هامرشتاين في وضع أليس داخل أدوار ثانوية ضمن إنتاجات شركة أوبرا مانهاتن، وذلك في عام 1909، بدءًا من دور ميرسيدس في الأوبرا المسرحية «كارمن» لمؤلفها الفرنسي جورج بيزيه. قدمت أليس أدوارا غنائية مع شركة أوبرا مانهاتن ومع شركة أوبرا فيلادلفيا لهامرشتاين حتى عام 1910؛ بما في ذلك إميليا في أوتيلو، الخادمة الأولى في إلكترا، فلورا في لا ترافياتا، لولا في كافالريا روستيكانا، مادالينا في ريغوليتو، نيكلاوس في حكايات هوفمان، وسيبيل في فاوست، من بين أدوار أخرى.

## وصلات خارجية
- أليس غينتل على موقع IMDb (الإنجليزية)
- أليس غينتل على موقع ميوزك برينز (الإنجليزية)
- أليس غينتل على موقع قاعدة بيانات الفيلم (الإنجليزية)